# Lesparrou
Lesparrou är en kommun i departementet Ariège i regionen Occitanien i södra Frankrike. Kommunen ligger  i kantonen Lavelanet som ligger i arrondissementet Foix. År 2022 hade Lesparrou 233 invånare.

## Befolkningsutveckling
Antalet invånare i kommunen Lesparrou
Referens: INSEE